# 中峽

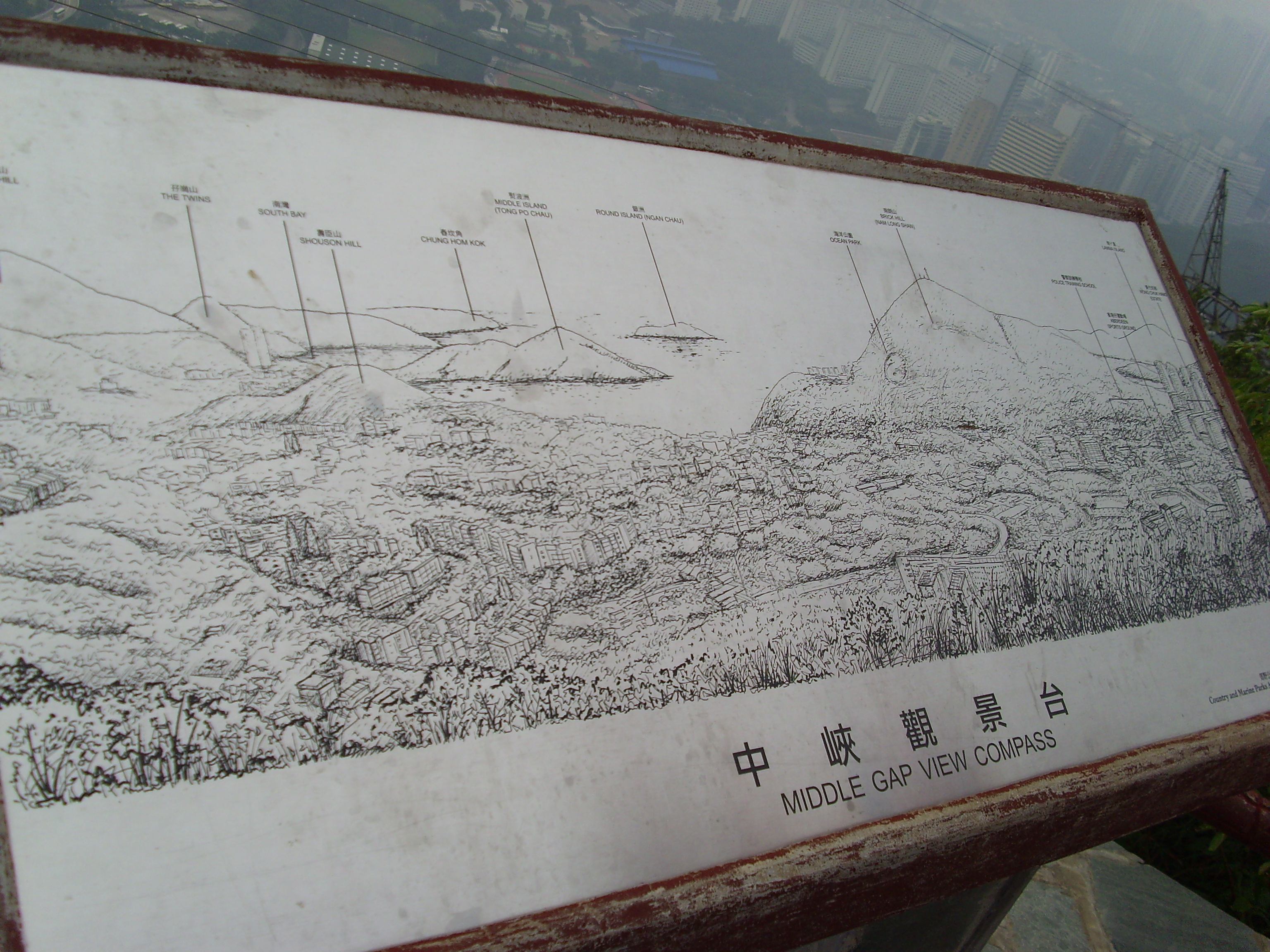
中峽觀景台

中峽（英文：Middle Gap）是香港的山坳之一，位於香港島中部金馬倫山和聶高信山之間，西面為灣仔峽，東面則為黃泥涌峽，海拔280米。峽谷之下被南風隧道／香港仔隧道穿過。值得留意的是，中峽道本身無法直達中峽，而是需要經中峽道東面分支末端（設有「中峽觀景台」）的一條泥徑至布力徑交界處，始為中峽之真正所在地。